# アラン・グレイザー
アラン・グレイザー (Alan Glazier ("The Ton Machine"), 1939年1月21日 - 2020年11月12日) は、イギリス（イングランド）の元ダーツプレイヤーである。左利き。全身黒尽くめの服装が特徴だった。

## 生涯
ロンドン、ハンプトン出身。ダーツの人気が高まってきた1970年代、彼はダーツの試合だけで生計を立てようとプロフェッショナルになった最初のダーツプレイヤーの一人である。彼は、1978年に行われた初開催のワールド・プロフェッショナル・ダーツ・チャンピオンシップにも出場した。この時の結果は、第1ラウンドでアラン・エヴァンスに敗退。1979年の同チャンピオンシップでは、トニー・ブラウンに負ける準々決勝まで到達した。それから、彼は不調が続き、1980年、1982年、1983年の同大会では、第1ラウンド敗退となり、1981年においては出場すらできなかった。
彼の同ワールド・チャンピオンシップでの最高の成績は、エリック・ブリストウに負けた準々決勝出場の1985年と、ただ一度だけの準決勝出場となる1986年である（このとき、またしてもエリック・ブリストウに敗北）。彼が最後にレイクサイド・カントリー・クラブに登場したのは1987年であり、リッチー・ガードナーに第1ラウンドで敗退した。
ワールド・プロフェッショナル・ダーツ・チャンピオンシップ以外では、1979年に名声あるニュース・オブ・ザ・ダーツ・ワールドチャンピオンシップにおいてなんとか決勝まで残り、1978年のスウェディッシュオープンでは、優勝している。
グレイザーは、ダーツのプロフェッショナルとして、イギリスのテレビ番組Bullseyeに出演し、また1974年から1988年の間に27回イングランド代表となった。
今、グレイザーは、プロフェッショナルとして使ったダーツと同じダーツを流通販売させている。昔は、Winmauによって製造されていたが、最近ではMcKicks Dartsによって作られている。日本でも古くから使われており、さらに最近はソフト・ティップ・ダーツ用も発売され、彼自身や彼のプレイよりも、このダーツ（バレル）の方が知れ渡っている。

## 主な成績

### BDO世界選手権
- 8勝9敗 出場9回
- 優勝: 無し
- 準優勝: 無し
- ベスト4: 1回 (1986)
- ベスト8: 2回 (1979, 85)

### ワールド・マスターズ
- 9勝6敗 出場6回
- 優勝: 無し
- 準優勝: 無し
- ベスト4: 無し
- ベスト8: 無し

### 英国プロ選手権
- 6勝7敗 出場7回
- 優勝: 無し
- 準優勝: 無し
- ベスト4: 1回 (1982)
- ベスト8: 無し

### ニュース・オブ・ザ・ワールド・ダーツ・チャンピオンシップ
- 3勝1敗 出場1回
- 優勝: 無し
- 準優勝: 1回 (1979)
- ベスト4: 無し
- ベスト8: 無し

## 世界選手権の結果

### BDO
- 1978年: 第1ラウンド (4 - 6 [leg] アラン・エヴァンスに敗北)
- 1979年: 準々決勝 (2 - 3 トニー・ブラウンに敗北)
- 1980年: 第1ラウンド (0 - 2 トニー・クラークに敗北)
- 1982年: 第1ラウンド (1 - 2 ボビー・ジョージに敗北)
- 1983年: 第1ラウンド (0 - 2 ジェリー・アンバーガーに敗北)
- 1984年: 第2ラウンド (0 - 4 ジョッキー・ウィルソンに敗北)
- 1985年: 準々決勝 (0 - 4 エリック・ブリストウに敗北)
- 1986年: 準決勝 (3 - 5 エリック・ブリストウに敗北)
- 1987年: 第1ラウンド (0 - 3 リッチー・ガードナーに敗北)